# Andrzej Nowicki (elektronik)
Andrzej Nowicki (ur. 11 marca 1945) – polski inżynier elektroniki specjalizujący się w miernictwie ultradźwiękowym, profesor doktor habilitowany, członek rzeczywisty Polskiej Akademii Nauk.

## Życiorys
Jest absolwentem Wydziału Elektroniki Politechniki Warszawskiej. Pracował w Instytucie Podstawowych Problemów Techniki, gdzie był kierownikiem Zakładu Ultradźwięków, a w latach 2009-2013 był dyrektorem Instytutu. W PAN jest wiceprzewodniczącym Komitetu Akustyki oraz członkiem Komitetu Biocybernetyki i Inżynierii Biomedycznej. Jest członkiem założycielem oraz członkiem zarządu International Cardiac Doppler Society, a także honorowym członkiem Polskiego Towarzystwa Ultrasonograficznego. Jest autorem 5 monografii i ponad 160 publikacji naukowych. Wypromował 7 doktorów nauk.
Otrzymał wiele krajowych i międzynarodowych wyróżnień i nagród. W 1998 otrzymał prestiżowe wyróżnienie Pioneer Award Amerykańskiego Instytutu Ultradźwięków w Medycynie. W 2007 został laureatem Nagrody Fundacji na rzecz Nauki Polskiej za "opracowanie podstaw teoretycznych i wdrożenie do produkcji ultrasonografów z obrazowaniem kolorowym przepływu krwi".
Odznaczony między innymi Krzyżem Kawalerskim Orderu Odrodzenia Polski oraz Złotym Krzyżem Zasługi.
Jest członkiem Akademii Inżynierskiej w Polsce.
Redaktor Naczelny Archives of Acoustics.